# Neide Dias de Sá
Neide Dias de Sá (Río de Janeiro, 2 de noviembre de 1940) es una artista visual brasileña y la única fundadora femenina del movimiento de vanguardia Poema/processo, entre 1967 y 1972. Sus obras son producciones gráficas y presentan una estética geométrica minimalista. El cine, el collage, los fotogramas y las instalaciones son los principales medios utilizados por la artista. Neide también suele abordar en sus obras temas como la lectura visual y la semiótica .

## Biografía
Neide de Sá nació en la ciudad de Río de Janeiro, el 2 de noviembre de 1940, lugar en el que reside actualmente. Ingresó a la Universidad Pontificia Católica de Río de Janeiro para estudiar programación visual. Entre las décadas de 1970 y 1980 estudió pintura y grabado en la Escuela de Artes Visuales Parque Lage y en el Museo de Arte Moderno de Río de Janeiro.
En 1983 realiza un posgrado en Educación Artística en el Instituto Metodista Benett, y posteriormente, entre 1966 y 1883 dirigió el Núcleo de Arte Heitor dos Prazeres.

## Trayectoria
Neide comenzó su carrera artística en la década de 1960, asociándose con las ideas radicales y políticamente comprometidas del movimiento de vanguardia Poema/processo . El grupo se hizo conocido por romper libros clásicos brasileños como forma de protesta contra la literatura tradicional.
En la década de 1980, la artista comenzó a producir obras consideradas participativas, esto es, en las que el cuerpo del observador es parte de la concepción de la obra.
Neide también es conocida por publicar las obras Ponto 1, Ponto 2, Processo, Vírgula y A Corda, de 1967, además de las esculturas Prismas y Circunferencias, ambas de 1973.
Sus obras suelen formar parte de espectáculos y exposiciones que acercan a importantes artistas del arte contemporáneo brasileño, como Matizes do Brasil, Fecha os Olhos e Veja, História da Poesia Visual Brasileira, Arte-veículo, de Sesc Pompeia, y Mulheres na Coleção MAR, por el Museu de River Art . Sus obras también han estado expuestas en exposiciones del Museo Nacional Centro de Arte Reina Sofía y en la Pinacoteca do Estado de São Paulo.
Participó en varias bienales, como la Bienal de Venecia en 1978, las Bienales de São Paulo en 1974 y 1978,  así como la Bienal de México en 1990.

## Exposiciones
- El útero de la tierra, exposición colectiva en Galería Superficie, 2021[13]
- Estructura poética, ruptura y resistencia, Galería Superficie, 2018[13]
- Revelación de huellas, pinturas y libros de objetos, Margs, 1998[6]
- Vínculos de complicidad. Oficina de Arte Boscan y Erasmo Rocha, Galería Casas Jove, 1993[6]
- IAB, Río de Janeiro, 1991[6]